# Finale della Coppa delle nazioni africane 2000
La finale della Coppa delle nazioni africane 2000 si disputò il 12 febbraio 2000 allo Stadio Nazionale di  Lagos, tra le nazionali di Nigeria e Camerun. La partita fu vinta dal Camerun per 4-3 ai rigori dopo che i tempi regolamentari e supplementari terminarono 2-2 e si aggiudicò il suo terzo trofeo nella massima competizione tra nazionali maschili africane.

## Le squadre
| Squadra | Finali (o spareggi) disputate in precedenza (il grassetto indica la vittoria) |
| ------- | ----------------------------------------------------------------------------- |
| Nigeria | 5 (1980, 1984, 1988, 1990, 1994)                                              |
| Camerun | 3 (1984, 1986, 1988)                                                          |

## Cammino verso la finale

### Tabella riassuntiva del percorso
| Squadra        | Pt | G | GF | DR |
| -------------- | -- | - | -- | -- |
| Nigeria        | 4  | 3 |    |    |
| Tunisia        | 4  | 3 | 3  | -1 |
| Marocco        | 4  | 3 | 1  | -1 |
| Rep. del Congo | 4  | 3 |    |    |

| Squadra        | Pt | G | DR |
| -------------- | -- | - | -- |
| Camerun        | 7  | 3 | +2 |
| Ghana          | 4  | 3 | 0  |
| Costa d'Avorio | 4  | 3 | -1 |
| Togo           | 1  | 3 | -1 |

## Tabellino
| Arbitro: | Mourad Daami |

|                                  |                      |                            |
| Chukwu 45’ Okocha 47’            | Marcatori            | 26’ Eto'o 31’ Mboma        |
| Okocha Okpara Kanu Ikpeba Oliseh | Tiri di rigore 3 – 4 | Mboma Wome Geremi Foé Song |

| Nigeria | Camerun |

| Nigeria       |    |                    |             |     |
|               |    |                    |             |     |
| P             | 1  | Ike Shorunmu       |             |     |
| D             | 3  | Celestine Babayaro |             |     |
| D             | 5  | Iyenemi Furo       | Ammonizione |     |
| D             | 6  | Taribo West        |             |     |
| D             | 21 | Godwin Okpara      |             |     |
| C             | 7  | Finidi George      |             | 70’ |
| C             | 8  | Mutiu Adepoju      |             | 98’ |
| C             | 10 | Jay-Jay Okocha     |             |     |
| C             | 15 | Sunday Oliseh      | Ammonizione |     |
| A             | 4  | Nwankwo Kanu       |             |     |
| A             | 18 | Raphael Chukwu     |             | 46’ |
| Sostituzioni: |    |                    |             |     |
| A             | 17 | Julius Aghahowa    |             | 46’ |
| A             | 13 | Tijani Babangida   |             | 70’ |
| A             | 11 | Victor Ikpeba      |             | 98’ |
| CT:           |    |                    |             |     |
| Jo Bonfrere   |    |                    |             |     |

| Camerun          |    |                   |             |     |
|                  |    |                   |             |     |
| P                | 1  | Alioum Boukar     |             |     |
| D                | 3  | Pierre Womé       | Ammonizione |     |
| D                | 4  | Rigobert Song     | Ammonizione |     |
| D                | 5  | Raymond Kalla     |             | 94’ |
| D                | 6  | Pierre Njanka     | Ammonizione |     |
| C                | 12 | Lauren            |             |     |
| C                | 17 | Marc-Vivien Foé   |             |     |
| C                | 20 | Salomon Olembé    |             |     |
| C                | 8  | Geremi Njitap     |             |     |
| A                | 9  | Samuel Eto'o      |             | 72’ |
| A                | 10 | Patrick MBoma     |             |     |
| Sostituzioni:    |    |                   |             |     |
| A                | 21 | Joseph-Désiré Job |             | 72’ |
| D                | 13 | Lucien Mettomo    |             | 94’ |
| CT:              |    |                   |             |     |
| Pierre Lechantre |    |                   |             |     |